# Mambrillas de Lara
Mambrillas de Lara est une commune d'Espagne dans la communauté autonome de Castille-et-León, province de Burgos. Elle s'étend sur 34,025 km2 et comptait environ 53 habitants en 2011.